# 藤澤良祐
藤澤 良祐（ふじさわ りょうすけ、1955年〈昭和30年〉 - 2024年〈令和6年〉）は、日本の歴史学者。専門は考古学（中世陶器）。愛知学院大学教授。

## 略歴
- 1955年、大阪府に生まれる。
- 瀬戸市歴史民俗資料館（現在の瀬戸蔵ミュージアム）勤務を経て、愛知学院大学文学部歴史学科の教授に就任。
- 2024年、愛知学院大学教授を退官、同年11月に逝去[1]。

## 考古学上の業績
古瀬戸様式の編年について、井上喜久男の考える編年論と藤澤良祐の考える編年論があったが、現在は、藤澤の編年の枠組みが普及して用いられるようになっている。
井上の編年は、11世紀末葉から12世紀後葉の猿投窯の瀬戸地区と東山地区の山茶碗、山皿、片口鉢などの無釉陶器生産と瓦の生産をおこなっていた時期をI期とし、12世紀末から13世紀末をII期、13世紀末から14世紀末をIII期、14世紀末から15世紀までをIV期とし、15世紀末から大窯期がはじまるとする。それぞれ前半と後半でa期、b期に細分している。一方、藤澤の考える編年は、灰釉四耳壷の出現に象徴される瀬戸の施釉陶器窯としての成立を12世紀末において前期様式の開始とし、13世紀末からはじまる鉄釉の出現を中期様式、14世紀後半から15世紀末までを後期様式とし、それぞれを4期に細分している。

## 著書
- 『瀬戸窯跡群: 歴史を刻む日本の代表的窯跡群 (日本の遺跡 5)』（2005年、同成社）
- 『中世瀬戸窯の研究』（2008年、高志書院）